# تيسيم
تيسيم (بالمصرية القديمة ) كان الاسم المصري القديم لأحد أنواع «كلاب الصيد». يشير هذا الاسم في الأدب الشعبي المصري إلى الكلب الذي له أذنين منتصبتين وطويل الساقين مع ذيل ملتف، استخدمت كلمة «تيسيم» أيضا للإشارة إلى نوع من الكلاب يمتلك أذنين متدليتين للأسفل يشبه الكلب السلوقي. كان هذا الكلب واحدا من عدة أنواع من الكلاب في مصر القديمة لا سيما السلالة اللاحقة من كلب تيسيم (الكلب السلوقي) والذي له مظهر أكثر تشابهًا مع مظهر الكلب السلوقي الرمادي.

## تاريخ
عُثر على لوحة لكلب من نوع تيسيم في مدينة نقادة، يعود تاريخها إلى العصر البروتوديناستي في مصر (3200 - 3000 قبل الميلاد). رُسم الكلب في اللوحة بأذنين منتصبتين وذيل ملتف بإحكام. وأحد أقدم السجلات المعروفة لهذا النوع من الكلاب هو «كلب خوفو» الذي عُثر على صورة له في قبر الملك خوفو (حكم بين 2609-2584 قبل الميلاد). كان هذا الكلب اسمه أكبارو، وصُور وهو يرتدي طوق.

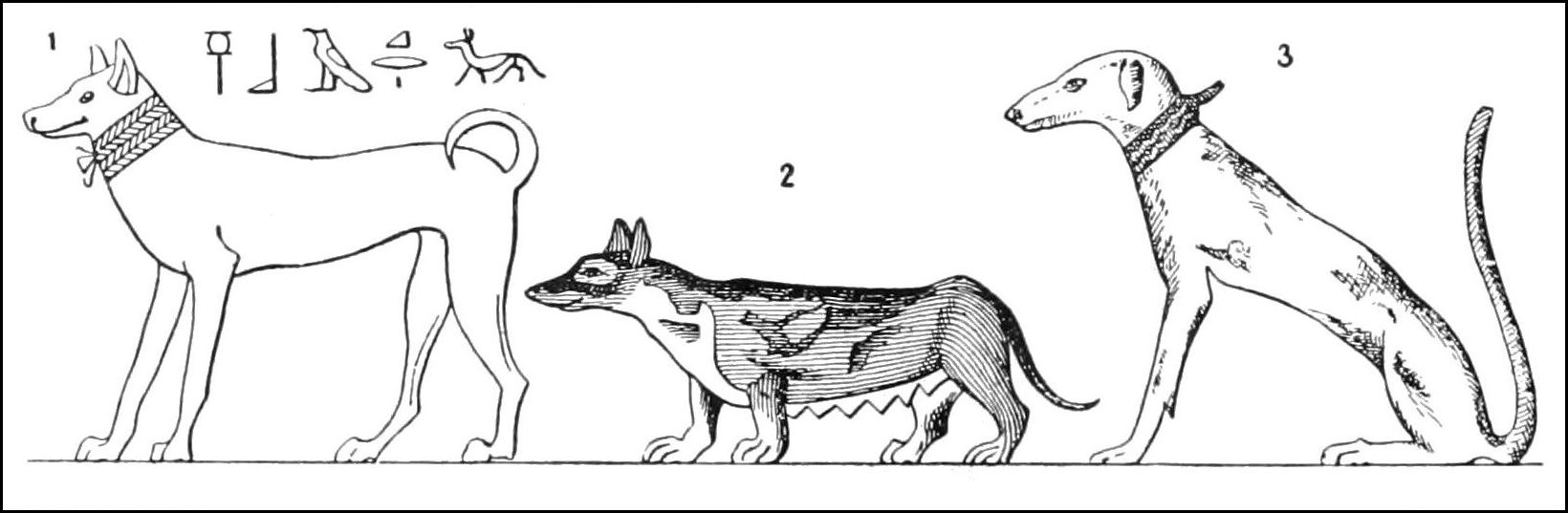
أمثلة لثلاثة أنواع مختلفة من الكلاب معروضة في متحف الآثار المصرية

استمرت هذه السلالة من الكلاب في الظهور خلال عصر الدولة الوسطى الفترة (2055 قبل الميلاد و 1650 قبل الميلاد)، ولكن بحلول عصر الدولة الحديثة (1550 ق.م - 1069 ق.م) ظهرت على الرسومات صور لكلاب لها أذنين متدليتين وذيل مستقيم. كانت هذه الكلاب من نوع السلوقي. كان يُعتقد بشكل شعبي ومثير للجدل أن كل من كلب مالطا الفرعوني وكلب سيرنيكو من صقلية ينحدران من نسل كلب تيسيم.

## الوصف
أطلق المصريون القدماء اسم تيسيم على سلالة الكلاب ذات الذيل المجعد التي تشبه الكلب السلوقي الرمادي. ظهرت هذه الكلاب في المعالم الأثرية، وفي اللوحات الجدارية التي أظهرت أجسامهم النحيلة بآذان منتصبة. كان لدى هذه الكلاب فرو لونه أصفر مائل للرمادي، وأرجل طويلة وجبهة بارزة عريضة. كان الهيكل العظمي لهذا الكلب أقرب إلى كلب الترير من الهيكل العظمي للكلب السلوقي الحديث.

## اقرأ أيضا
- أبوتييو